# Жан Клод Мари Венсан дьо Гурне
Жан Клод Мари Венсан дьо Гурне (на френски: Jean Claude Marie Vincent de Gournay, 1712–1759) е френски икономист и интендант по търговията.
Считан е за един от създателите на икономическата философия laissez faire, laissez passer.
Заедно с Франсоа Кене основава физиократическата школа.